# Bob Astles
Robert Astles (* 23. März 1924 in Ashford (Kent); † 29. Dezember 2012 in London), genannt Lubowa im Ngo-Clan, war ein britischer Soldat und Kolonialbeamter in Uganda und enger Mitarbeiter von Milton Obote und Idi Amin Dada.
Als Teenager schloss sich Astles der britischen Indienarmee und später den Royal Engineers an, wo er den Rang eines Unteroffiziers erreichte. An seinen Kriegsdienst erinnert er sich mit den Worten: „Es gefiel mir, mit Angehörigen anderer Nationen zusammen zu sein und ihren Kampf um weltweite Anerkennung während des Zweiten Weltkriegs zu erleben. Die meisten Burschen insbesondere aus Afrika waren hervorragende Frontkämpfer, doch werden ihre Beiträge leider nicht erwähnt.“ Mit 21 Jahren verließ er Großbritannien und ging nach Afrika.
1949 wurde Astles mit Sonderaufgaben während des Bataka-Aufstandes in Buganda betraut.
Seine erste Stelle in Uganda war die eines Kolonialbeamten im Arbeitsministerium, dann gründete er mit 100 £ die Uganda Aviation Services Ltd, die erste Fluglinie in Uganda, die Afrikaner beschäftigte. 1958 heiratete er Monica, die mit ihm aus Kent gekommen war. Ein Jahr später, nachdem sie sich hatten scheiden lassen, heiratete Astles ein vornehmes Mitglied des Königshauses von Buganda, Mary Ssen-Katu, und sie adoptierten später zwei Kinder. Als 1962 die Unabhängigkeit Ugandas näher rückte, war Astles mit einigen politischen Gruppen verbunden. Eine von ihnen wurde von Milton Obote geführt, der das Land in die Unabhängigkeit führte. Bis zum Staatsstreich von 1971 arbeitete Astles in seiner Regierung, dann wurde er zum Gefolgsmann Amins.
Im Dezember 1971 geriet Astles wegen seiner früheren Unterstützung für Obote in Verdacht. Amin schickte ihn ins Makindye-Gefängnis, wo er 17 Wochen verbrachte, oft gefesselt und brutal verhört. Später sagte Astles: „Amin nannte mich im Rundfunk einen ‚faulen Apfel‘ und verstaatlichte meine Fluggesellschaft. Es waren einfache Afrikaner, die mir halfen zu überleben. Ein Wärter wurde zu Tode getreten, weil er mir half.“
Astles blieb in Uganda, arbeitete gelegentlich für Amin und betrieb zugleich eine Ananasfarm. Er führte auch einen Flugdienst für den Transport von Regierungsmitgliedern. Später sagte er: „Ich hielt die Augen geschlossen, ich sagte nichts über das, was ich sah, und das gefiel ihnen.“
1975 trat Astles als Chef einer Gruppe zur Bekämpfung der Korruption in Amins Dienste und Astles beriet den Präsidenten in Angelegenheiten, die Großbritannien betrafen. Was Astles während Amins brutaler Herrschaft tat oder nicht tat, unterliegt Spekulationen. Er war gefürchtet, und viele hielten seinen Einfluss auf den Diktator für schlecht; andere dachten, er wirke mäßigend. Er wurde als „Major Bob“ (der Titel Major war ihm von Amin verliehen worden) oder als „die weiße Ratte“ bekannt.
Nach dem Uganda-Tansania-Krieg, der 1979 zum Sturz des Amin-Regimes führte, floh Astles nach Kenia, wurde aber nach Uganda zurückgebracht und als Verbrecher vor Gericht gestellt. Er wurde wegen des Vorwurfs der Verbindung zu Amins Sicherheitsapparat ins Gefängnis gesteckt und die Anklage reichte von Mord und Korruption bis zum Diebstahl. Obwohl er freigesprochen wurde, blieb er sechseinhalb Jahre im Luzira-Gefängnis und kehrte nach seiner Entlassung 1985 nach Großbritannien zurück.
Er lebte in Wimbledon (London) und bestritt weiterhin die gegen ihn erhobenen Vorwürfe. Seit er nach Großbritannien zurückgekehrt war, widmete er sich dem Kampf gegen die Einmischung der Supermächte in die afrikanische Politik und Wirtschaft. Er leistete auch Beiträge in Form von politischen Kommentaren zu einer Reihe von Veröffentlichungen zum Thema Afrika. (Siehe: Bob Astles' politische Kommentare zum Thema Afrika.)
Er wurde von Leonard Trolley 1982 in dem Film Rise and Fall of Idi Amin gespielt. Die erfundene Figur des Dr. Nicholas Garrigan im Roman und Film Der letzte König von Schottland beruht nur grob auf einigen Ereignissen in Astles' Leben.

### Bob Astles’ politische Kommentare zum Thema Afrika
- „In defence of Milton Obote“, New African, 1. Dezember 2003
- „Darfur another view“, New African, 1. November 2004
- „Who will best lead Uganda?“,  The Monitor (Uganda), 17. Januar 2006
- „Ethiopia Opens Pandora's Box“, Black Star News, 29. Januar 2007
- „U.S. Tentacles Spread In Africa“, Black Star News, 6. Februar 6 2007
- „South Africa Rejects US Africa Militarism“, Black Star News, 16. Februar 2007
- „Killers In The Mist“, Black Star News, 20. Februar 2007
- „Americans Milk Africa To Death“, Black Star News, 16. März 2007
- „Ousting Nubians For Profit’s Spoils“, Black Star News, 27. Januar 2008
- „Obama And Source Of The Nile“, Black Star News, 5. Februar 2008

| Personendaten    | Personendaten                                   |
| ---------------- | ----------------------------------------------- |
| NAME             | Astles, Bob                                     |
| ALTERNATIVNAMEN  | Astles, Robert; Lubowa                          |
| KURZBESCHREIBUNG | britischer Soldat und Kolonialbeamter in Uganda |
| GEBURTSDATUM     | 23. März 1924                                   |
| GEBURTSORT       | Ashford (Kent)                                  |
| STERBEDATUM      | 29. Dezember 2012                               |
| STERBEORT        | London                                          |